# 詐騙集團
詐騙集團，是以欺詐或引誘手法，不誠實及不合法地獲取金錢等利益之犯罪組織。與個人不一样的是，這些組織常有上下領導的關係。隨著時代的發展，複雜的詐騙集團科技水準不但日漸提高，也已經出現跨國業務，甚至出現不同國籍一起詐騙的情況。他們一般要求新犯罪成員具備一定程度的語言能力等。

## 主要類型

### 金光黨
早期存在於台灣民間的一種街頭現象，利用一個人的同情心、貪婪心而產生的一個詐騙做局，結合各種托兒形成一種集團結構。

### 碰瓷黨
利用投機取巧的詐騙手法，在中國十分常見，如假車禍、假事故等等向他人索取賠償，也有稱為「屏風黨」者；碰瓷黨早期則是盛行中國大陸觀光地區，投機者將易碎的瓷器自製意外來敲詐外來觀光客而得名。
而他們的基本辨別方法就是：一般都是有上了年紀的長輩(大部分情況)作為「受害者」，而一般的車主作為「加害者」。「受害者」會找機會在躺在「加害者」的車前，然後會跟「加害者」索取賠款，不拿錢就一直在「加害者」的車前大喊大叫

### 政治詐騙
這類屬於操作部分人士的政治傾向，透過成立團體方式，佯稱能滿足其政治幻想，輔以虛假的資料來吸引參與者，再利用申辦各種自製文件，如自製身分證、護照及車牌等，騙取政治獻金等財務上的好處。

### 電話詐騙
這裡指的是透過當地電話、長途電話、固網電話、行動電話、國際電話、網路電話等項受害者進行詐騙之行為，騙局內容多種多樣，有假冒檢察官說妳犯案要求把錢匯到監管帳戶，也有假冒熟人聲音稱被綁架，也有佯稱你中獎需要匯稅金等。。

### 求職詐騙
在多國普遍出現的模特兒公司詐騙之類騙案，也有較軟性的就業推銷法，依受害程度不定有的國家並不列為犯罪或者被歸為契約民事糾紛等，設計騙局者往往利用法律知識營造一份有陷阱的合約，導致受害人日後舉證困難。
詐騙未必單純詐取他人財物，近來一些跨國詐騙集團以高薪工作為名，誘騙他人出國打工，之後再監禁受害人，並強迫受害人從事詐騙工作。一些此類的詐騙集團前往柬埔寨、緬甸等國設立基地，以高薪工作為名誘騙他人出國，之後再強迫受騙者從事詐騙，並以暴力手段控制這些人，也可能強迫部分人士賣淫甚而強行活摘器官進行盜賣。這些詐騙集團多數由中國人控制，受害者也大多是中國人或其他地區的華人。像是緬甸苗瓦迪一處被稱為「KK園區」、以中国籍福建人“冬瓜”为首的犯罪集团所拥有的地区常發生綁票人口、強迫被綁者從事詐騙的事情，除此之外外，園區裡也曾發生強制活摘失去利用價值或不從者的器官的事件。

### 網路詐騙
各式傳統騙局的網路化，以科技詐騙為主，要求一定的電腦知識。
- 虛擬賭場詐騙

起初以交友名義搭上線，經營一段時間後騙徒會表明自己有某種電腦後門程式，能在一個網路賭博或彩票平台下注，基本穩贏或勝率很高，最初找理由匯款給受害人要求被害人幫他下注，此處就是最大的心理攻勢，因為很少人聽過詐騙集團是匯錢給人的，導致心防放下，幫忙下注過程中穩賺不輸因為該網路賭場其實也是集團的後台控制，許多人起了貪念自己也開始下注，初期也會贏錢也能提現，當上癮下到最後鉅款時突然網站關閉捲款潛逃。
- 電子郵件詐騙

透過垃圾電子郵件、簡訊、APP連結，內有一些要人匯錢的各種策畫騙局，對使用者的帳號進行隨機轟炸，大撒網尋找那幾百分之一會上當的人群。
- 交友詐騙

利用一些色情交友網站、以婚姻為前提的交友網站、甚至是一些廣泛的一般性社交網站，某些詐騙集團會藉由使用者的信任進行詐騙，也有較軟性走擦邊球的戀愛推銷法等灰色地帶。
- 猜猜我是誰

是詐騙集團常用的老套手法，警方提醒家有長者要特別留意上當。（警方提供）

### 詐騙園區
一個進行電信詐騙及網絡詐騙的特定大型地區。一個詐騙園區可由多間詐騙公司及犯罪集團一起營運，也可把園區的辦公室出租給其他詐騙公司。一些詐騙園區，會以欺詐及人口販賣的方式招人，並要求受害人進行強迫勞動及強迫詐騙。

## 參见
- 詐騙
- 猜猜我是誰
- 黃繼茂
- 劉細良
- 詐騙園區
- 中国天平调查员管理局
- 联合国维和部队总司令部
- 河南浩辰公司特大農村詐騙案
- 民族資產解凍騙局
- 詐騙即服務

## 外部連結
- 內政部警政署165全民防騙網 （页面存档备份，存于）（繁體中文）